# (5089) Nádherná
(5089) Nádherná est un astéroïde de la ceinture principale.

## Description
(5089) Nádherná est un astéroïde de la ceinture principale. Il fut découvert le 25 septembre 1979 à l'Observatoire Kleť par Antonín Mrkos. Il présente une orbite caractérisée par un demi-grand axe de 2,79 UA, une excentricité de 0,08 et une inclinaison de 13,0° par rapport à l'écliptique.

## Compléments